# 尖吻柔麗鯛
尖吻柔麗鯛，為輻鰭魚綱鱸形目隆頭魚亞目慈鯛科的其中一種，分布於非洲馬拉威湖坦尚尼亞岸的Wissman灣流域，棲息深度30-61公尺，體長可達11.4公分，棲息在底中層水域，生活習性不明。

## 擴展閱讀
維基物種上的相關：尖吻柔麗鯛